# Районная (Новосибирская область)
Районная — железнодорожная станция (тип населённого пункта) в Баганском районе Новосибирской области. Входит в состав Андреевского сельсовета.

## Топоним
До 2017 года официальное название — Обгонный Пункт Районная, позже изменено, как и у другого НП Чебачий, областным законом (исключены слова «Обгонный Пункт»).

## География
Районная расположена в юго-западной части области, в пределах Западно-Сибирского подтаёжно-лесостепного района лесостепной зоны, в пограничной зоне. До неё отходит подъезд от автодороги 50Н-0204 («Баган – Андреевка – ст. Районная – Чулаково»). Местность вокруг населённого пункта преимущественно открытая. В Районной расположен мелкий водоём. Расстояние до райцентра села Баган 43 км, до центра сельского поселения Андреевки 7. Площадь населённого пункта — 16 гектаров. Уличная сеть, по данным КЛАДР и ОКАТО, состоит из двух переулков. Половинного и Станционного, и одной улицы, Центральной.

## История
В 1961 году здесь открыт одноимённый обгонный пункт. Примерно тогда же появился населённый пункт, который сформировался при железной дороге. В 1983 году введена в эксплуатацию котельная. На 1985 — маленький НП, уступающий остальным в сельсовете.

## Население
| 1976 | 1995 | 2002 | 2007 | 2010 |
| ---- | ---- | ---- | ---- | ---- |
| 101  | ↗243 | ↘211 | ↗227 | ↘204 |

## Инфраструктура
В населённом пункте, по данным на 2006 год, функционировало 1 учреждение здравоохранения, 1 образовательное учреждение. В 2011 году перестала работать школа (этого в ней обучалось всего два человека).

## Транспорт
Железнодорожная станция Районная.
Остановка общественного транспорта «Районная».